# جوئل کوری
جوئل کوری (انگلیسی: Joel Corry؛ ۱۰ ژوئن ۱۹۸۹) دی‌جی، تهیه‌کنندهٔ موسیقی و شخصیت تلویزیونی اهل انگلستان است. او در سال ۲۰۱۹ با انتشار تک‌آهنگ «متأسفم» با آوازی از هیلی می (که در موزیک‌ویدئوی رسمی معرفی نشده بود) به شهرت رسید؛ تک‌آهنگی که در جدول تک‌آهنگ‌های بریتانیا به رتبهٔ ششم دست یافت. در سال ۲۰۲۰، کوری تک‌آهنگ‌های «تنها» و «سر و قلب» را منتشر کرد. تک‌آهنگ سر و قلب، که ام‌ان‌ئی‌کی به‌عنوان خواننده در آن مشارکت داشته است، شش هفته در رتبهٔ نخست جدول تک‌آهنگ‌های برتر بریتانیا قرار گرفت و نیز به نخستین ورود کوری به جدول موسیقی بیلبورد هات ۱۰۰ ایالات متحده تبدیل شد.

## حرفه
کوری از سال ۲۰۱۲ تا ۲۰۱۳ در مجموعهٔ تلویزیونی واقعیت جوردی شور که از ام‌تی‌وی پخش شد، در کنار دوست‌دختر آن زمان خود، سوفی کسایی، ایفای نقشی تکرار شونده را بر عهده داشت و برای مدت کوتاهی دوباره در سال ۲۰۱۷ در این مجموعه حضور یافت. او همچنین دارای یک کسب‌وکار آموزشی شخصی، یک اپلیکیشن به نام جوئل کوری پی‌تی و یک باشگاه ورزشی و شرکت لوازم تفریحی با نام موست ریتد است که نام شرکت ضبط موسیقی خودش نیز هست. کوری در سال ۲۰۱۵ نخستین تک‌آهنگ‌های خود را با نام «دوباره برگشتم» و «روشنش کن» منتشر کرد. در سال ۲۰۱۷ او تک آهنگ‌های «فقط می‌خوام»، «تمام چیزها»، «تمام شب»، «نور خورشید» و «این‌طور حس کن» را منتشر کرد. او تک‌آهنگ‌های «مصدوم»، «همه چیزی که نیاز دارم»، «فقط تو»، «به خوبی طلا» و «افتاده» را نیز در سال ۲۰۱۸ منتشر کرد که برای نخستین بار در مجلهٔ فرهنگ ما پخش شد. در آوریل ۲۰۱۹، کوری تک‌آهنگ «متأسفم» را منتشر کرد. این تک‌آهنگ میزبان آواز هیلی می است. در ژوئیهٔ ۲۰۱۹، این تک‌آهنگ با ۴۱٬۰۰۰ جستجو در یک روز، رکورد بیشترین آهنگ جستجو شده با استفاده از شزم در یک روز را شکست. این قطعه در مجموعهٔ تلویزیونی واقعیت جزیره عشق شبکهٔ آی‌تی‌وی۲ پخش شد و نیز در جدول تک‌آهنگ‌های بریتانیا به رتبهٔ ششم رسید.
کوری در ماه ژوئیه ۲۰۲۰ برای اولین بار، جایگاه اول در جدول‌ موسیقی در بریتانیا را با تک‌آهنگ «سر و قلب» با همکاری ام‌ان‌ئی‌کی به دست آورد. این قطعه برای شش هفتهٔ متوالی در جایگاه شمارهٔ ۱ ماند و به یک موفقیت بین‌المللی برای کوری تبدیل شد. در ۱۱ سپتامبر ۲۰۲۰ به‌دلیل عبور از فروش ۶۰۰٬۰۰۰ واحدی، گواهی پلاتین دریافت کرد.
در ژوئیهٔ ۲۰۲۲، کوری در قسمتی از مجموعهٔ تلویزیونی جزیره عشق ظاهر شد که طی آن در ضیافتی که برای جزیره‌نشینان برپا شده بود، به‌عنوان دی‌جی برنامه اجرا کرد.
در ۲۱ اکتبر ۲۰۲۲، کوری قطعهٔ «شیردل (بی‌باک)» را منتشر کرد که تام گرنان در آن به‌عنوان خواننده حضور دارد. این تک‌آهنگ در رتبهٔ ۳۷ جدول تک‌آهنگ‌های بریتانیا قرار گرفت و در دوازدهمین هفتهٔ خود نیز در این جدول در رتبه ۱۸ قرار گرفت.

## ترانه‌شناسی

### آلبوم‌های استودیویی
| عنوان           | جزئیات |
| --------------- | --- |
| یک شب جعبه دیگر | - انتشار: ۶ اکتبر ۲۰۲۳ - قالب: لوح فشرده، ال‌پی، دانلود دیجیتال، پخش جاری - ناشر: پرفکت هیواک، اسایلم، وارنر |

### آلبوم‌های گردآوری‌شده
| عنوان           | جزئیات                                                                                         | بهترین جایگاه در جدول‌های موسیقی | بهترین جایگاه در جدول‌های موسیقی |
| عنوان           | جزئیات                                                                                         | بریتانیا                        | ایرلند                          |
| --------------- | ---------------------------------------------------------------------------------------------- | ------------------------------- | ------------------------------- |
| یک شب جمعه دیگر | - انتشار: ۱۴ ژوئیهٔ ۲۰۲۳ - قالب: دانلود دیجیتال، پخش جاری - ناشر: پرفکت هیواک، اسایلم، آتلانتیک | ۵                               | ۲۲                              |

### آلبوم‌های چندآهنگه
| عنوان         | جزئیات | فهرست قطعه‌ها |
| ------------- | --- | --- |
| فور تو د فلور | - انتشار: ۲۳ ژوئن ۲۰۲۱ - قالب: صفحه ۱۲ اینچی - انتشار نسخهٔ محدود برای روز رکورد استور - برچسب: پرفکت هیواک، اسایلم، آتلانتیک | - سمت ۱ «سر و قلب» (به‌همراه ام‌ان‌ئی‌کی) – ۴:۰۸ / «تخت خواب» (به‌همراه ری و دیوید گتا) – ۴:۲۶ - سمت ۲ «تنها» – ۴:۰۲ / «متأسفم» – ۴:۱۶ |

### تک‌آهنگ‌ها
| «دوباره برگشتم»                                                           | ۲۰۱۵ | —  | —  | —  | —  | —  | —  | —  | —  | —  | — | | تک‌آهنگ‌های خارج از آلبوم |
| «روشنش کن»                                                                | ۲۰۱۵ | —  | —  | —  | —  | —  | —  | —  | —  | —  | — | | تک‌آهنگ‌های خارج از آلبوم |
| «فقط می‌خوام»                                                              | ۲۰۱۷ | —  | —  | —  | —  | —  | —  | —  | —  | —  | — | | تک‌آهنگ‌های خارج از آلبوم |
| «تمام چیزها»                                                              | ۲۰۱۷ | —  | —  | —  | —  | —  | —  | —  | —  | —  | — | | تک‌آهنگ‌های خارج از آلبوم |
| «تمام شب»                                                                 | ۲۰۱۷ | —  | —  | —  | —  | —  | —  | —  | —  | —  | — | | تک‌آهنگ‌های خارج از آلبوم |
| «نور خورشید»                                                              | ۲۰۱۷ | —  | —  | —  | —  | —  | —  | —  | —  | —  | — | | تک‌آهنگ‌های خارج از آلبوم |
| «این‌طور حس کن»                                                            | ۲۰۱۷ | —  | —  | —  | —  | —  | —  | —  | —  | —  | — | | تک‌آهنگ‌های خارج از آلبوم |
| «مصدوم»                                                                   | ۲۰۱۸ | —  | —  | —  | —  | —  | —  | —  | —  | —  | — | | تک‌آهنگ‌های خارج از آلبوم |
| «همه چیزی که نیاز دارم»                                                   | ۲۰۱۸ | —  | —  | —  | —  | —  | —  | —  | —  | —  | — | | تک‌آهنگ‌های خارج از آلبوم |
| «فقط تو»                                                                  | ۲۰۱۸ | —  | —  | —  | —  | —  | —  | —  | —  | —  | — | | تک‌آهنگ‌های خارج از آلبوم |
| «به خوبی طلا» (به‌همراه هیلی می)                                           | ۲۰۱۸ | —  | —  | —  | —  | —  | —  | —  | —  | —  | — | | تک‌آهنگ‌های خارج از آلبوم |
| «افتاده» (به‌همراه هیلی می)                                                | ۲۰۱۸ | —  | —  | —  | —  | —  | —  | —  | —  | —  | — | | تک‌آهنگ‌های خارج از آلبوم |
| «متأسفم»                                                                  | ۲۰۱۹ | ۶  | ۴۰ | —  | —  | —  | —  | ۳  | —  | —  | — | - بی‌پی‌آی: ۲× پلاتین - ای‌آرآی‌ای: طلا | یک شب جمعه دیگر         |
| «تنها»                                                                    | ۲۰۲۰ | ۴  | —  | —  | —  | —  | —  | ۳  | —  | —  | — | - بی‌پی‌آی: ۲× پلاتین | یک شب جمعه دیگر         |
| «سر و قلب» (به‌همراه ام‌ان‌ئی‌کی)                                             | ۲۰۲۰ | ۱  | ۲  | ۵  | ۱  | ۴  | ۴  | ۱  | ۷  | ۱  | ۵ | - بی‌پی‌آی: ۴× پلاتین - ای‌آرآی‌ای: ۶× پلاتین - بی‌ئی‌ای: ۲× پلاتین - بی‌وی‌ام‌آی: ۲× پلاتین - فیمی: ۳× پلاتین - آی‌اف‌پی‌آی اتریش: پلاتین - آی‌اف‌پی‌آی دانمارک: ۲× پلاتین - ان‌وی‌پی‌آی: پلاتین - پی‌ام‌ان‌زد: ۲× پلاتین | یک شب جمعه دیگر         |
| «تخت خواب» (به‌همراه ری و دیوید گتا)                                       | ۲۰۲۱ | ۳  | ۲۰ | ۴۸ | ۹  | ۴۰ | ۳۴ | ۳  | ۳۵ | ۴  | — | - بی‌پی‌آی: ۲× پلاتین - ای‌آرآی‌ای: ۲× پلاتین - بی‌وی‌ام‌آی: طلا - فیمی: پلاتین - آی‌اف‌پی‌آی اتریش: طلا - آی‌اف‌پی‌آی دانمارک: طلا                                                                                | یک شب جمعه دیگر         |
| «بیرون بیرون» (به‌همراه جکس جونز و حضور چارلی ایکس‌سی‌ایکس و سوئیتی)         | ۲۰۲۱ | ۶  | ۳۱ | ۳۵ | —  | ۲۶ | ۲۰ | ۲  | ۹۲ | ۲۴ | — | - بی‌پی‌آی: پلاتین - ای‌آرآی‌ای: طلا - بی‌وی‌ام‌آی: طلا - فیمی: پلاتین - آی‌اف‌پی‌آی اتریش: پلاتین - آی‌اف‌پی‌آی دانمارک: طلا                                                                                      | یک شب جمعه دیگر         |
| «آرزو دارم» (با حضور میبل)                                                | ۲۰۲۱ | ۱۷ | —  | —  | —  | —  | —  | ۱۶ | —  | ۳۳ | — | - بی‌پی‌آی: طلا | یک شب جمعه دیگر         |
| «چه می‌کردی؟» (به‌همراه دیوید گتا و برایسون تیلر)                           | ۲۰۲۲ | ۲۱ | —  | —  | —  | —  | —  | ۳۲ | —  | ۳۰ | — | - بی‌پی‌آی: نقره | یک شب جمعه دیگر         |
| «تاریخ» (به‌همراه بکی هیل)                                                 | ۲۰۲۲ | ۱۸ | —  | —  | ۲۹ | —  | —  | ۱۳ | —  | ۲۸ | — | - بی‌پی‌آی: نقره | یک شب جمعه دیگر         |
| «شیردل (بی‌باک)» (به‌همراه تام گرنان)                                       | ۲۰۲۲ | ۱۸ | —  | —  | ۲۰ | —  | —  | ۳۵ | —  | ۱۵ | — | - بی‌پی‌آی: طلا | یک شب جمعه دیگر         |
| «مولی» (به‌همراه سدریک ژروه)                                               | ۲۰۲۲ | —  | —  | —  | —  | —  | —  | —  | —  | —  | — | | تک‌آهنگ‌های خارج از آلبوم |
| «آره» (به‌همراه گلاکنباخ و تنچی با حضور کلاک‌کلاک)                          | ۲۰۲۳ | —  | —  | —  | —  | —  | —  | —  | —  | —  | — | | تک‌آهنگ‌های خارج از آلبوم |
| «نایکی‌ها» (به‌همراه ران کرول)                                              | ۲۰۲۳ | —  | —  | —  | —  | —  | —  | —  | —  | —  | — | | تک‌آهنگ‌های خارج از آلبوم |
| «منو می‌خوای عزیزم» (به‌همراه بیلن تد و الفی)                               | ۲۰۲۳ | —  | —  | —  | —  | —  | —  | —  | —  | —  | — | | یک شب جمعه دیگر         |
| «دورش برقص» (به‌همراه کیتی بیسر)                                           | ۲۰۲۳ | ۶۱ | —  | —  | —  | —  | —  | ۷۹ | —  | —  | — | | یک شب جمعه دیگر         |
| «شماره ۰۸۰۰ بهشت» (به‌همراه نیتن دیو و الا هندرسون)                        | ۲۰۲۳ | ۹  | —  | —  | ۲۱ | —  | —  | ۱۳ | —  | ۴  | — | - بی‌پی‌آی: طلا | یک شب جمعه دیگر         |
| «خواهش» (به‌همراه آیکونا پاپ و رین ردیو)                                   | ۲۰۲۳ | —  | —  | —  | —  | —  | —  | —  | —  | —  | — | | یک شب جمعه دیگر         |
| «دارم می‌نوشم» (به‌همراه ام‌کی و ریتا اورا)                                  | ۲۰۲۳ | ۴۴ | —  | —  | —  | —  | —  | —  | —  | —  | — | | یک شب جمعه دیگر         |
| «هی دی‌جی»                                                                 | ۲۰۲۳ | ۵۹ | —  | —  | —  | —  | —  | —  | —  | —  | — | | یک شب جمعه دیگر         |
| «با هم بمانیم (عزیزم عزیزم)» (به‌همراه پیکل و وولا)                        | ۲۰۲۴ | —  | —  | —  | —  | —  | —  | —  | —  | —  | — | | تک‌آهنگ خارج از آلبوم    |
| «امشب (دی.آی. وای. ای)» (به‌همراه جکس جونز و جیسون درولو)                  | ۲۰۲۴ | —  | —  | —  | —  | —  | —  | —  | —  | —  | — | | ن/م                     |
| «—» نشانگر این است که قطعه به جدول مورد نظر راه نیافته یا منتشر نشده است. |      |    |    |    |    |    |    |    |    |    |   | |                         |

### تک‌آهنگ‌های تبلیغاتی
| عنوان                            | سال  | آلبوم                |
| -------------------------------- | ---- | -------------------- |
| «فروشگاه لیکور»                  | ۲۰۲۲ | تک‌آهنگ خارج از آلبوم |
| «رژه» (با حضور دا هول)           | ۲۰۲۲ | یک شب جمعه دیگر      |
| «آنچه نیاز دارم» (به‌همراه لکوتا) | ۲۰۲۲ | تک‌آهنگ خارج از آلبوم |

### ریمیکس‌ها
| عنوان                                                                 | سال  | هنرمند                                                 |
| --------------------------------------------------------------------- | ---- | ------------------------------------------------------ |
| «ترامپولین» (ریمیکس جوئل کوری)                                        | ۲۰۱۹ | شاد و زین                                              |
| «نیازی به عشق ندارم» (ریمیکس جوئل کوری)                               | ۲۰۱۹ | کارن هاردینگ و هو                                      |
| «اشتباه بعدی» (ریمیکس جوئل کوری)                                      | ۲۰۱۹ | آیکونا پاپ                                             |
| «ما عشق را داریم» (ریمیکس جوئل کوری)                                  | ۲۰۱۹ | سیگالا به‌همراه الا هندرسون                             |
| «ببوسش» (دوبله جوئل کوری)                                             | ۲۰۱۹ | ایچ به‌همراه زی‌زی                                       |
| «ناراحت» (ریمیکس جوئل کوری)                                           | ۲۰۱۹ | چیکو رز به‌همراه افروجک                                 |
| «هرچه بدهی همان را پس می‌گیری (موسیقی خود تو هستی)» (ریمیکس جوئل کوری) | ۲۰۱۹ | بیلی دا کید به‌همراه ناتالی گری                         |
| «هرچه بدهی همان را پس می‌گیری (موسیقی خود تو هستی)» (دوبله جوئل کوری)  | ۲۰۱۹ | بیلی دا کید به‌همراه ناتالی گری                         |
| «باورنکردنی» (ریمیکس جوئل کوری)                                       | ۲۰۱۹ | گلووی                                                  |
| «تصاحبش کن» (ریمیکس جوئل کوری)                                        | ۲۰۱۹ | استورمزی به‌همراه اد شیرن و بورنا بوی                   |
| «تنها» (میکس وی‌آی‌پی)                                                  | ۲۰۲۰ | جوئل کوری                                              |
| «من جدید» (ریمیکس جوئل کوری)                                          | ۲۰۲۰ | الا ایر                                                |
| «آسمان را ببین» (ریمیکس جوئل کوری)                                    | ۲۰۲۰ | آنابل انگلاند                                          |
| «بدون تو بهتره» (ریمیکس جوئل کوری)                                    | ۲۰۲۰ | بکی هیل به‌همراه شیفت کی                                |
| «شیر بریز» (ریمیکس جوئل کوری)                                         | ۲۰۲۰ | رابی دوهرتی و کیییس                                    |
| «جزئیات» (ریمیکس جوئل کوری)                                           | ۲۰۲۰ | الیور هلدنز به‌همراه بوی متیوز                          |
| «روور» (ریمیکس جوئل کوری)                                             | ۲۰۲۰ | سیمبا به‌همراه دی‌تی‌جی                                   |
| «هرچه که هستی» (ریمیکس جوئل کوری)                                     | ۲۰۲۰ | کودالین                                                |
| «سرت را به من تکیه بده» (ریمیکس جوئل کوری)                            | ۲۰۲۰ | میجر لیزر به‌همراه مارکوس مامفرد                        |
| «سر و قلب» (میکس وی‌آی‌پی)                                              | ۲۰۲۰ | جوئل کوری به‌همراه ام‌ان‌ئی‌کی                             |
| «لبخند» (ریمیکس جوئل کوری)                                            | ۲۰۲۰ | کیتی پری                                               |
| «تیک تاک» (ریمیکس جوئل کوری)                                          | ۲۰۲۰ | کلین بندیت و میبل به‌همراه ۲۴کی‌گلدن                     |
| «الماس‌ها» (ریمیکس جوئل کوری)                                          | ۲۰۲۰ | سم اسمیت                                               |
| «بدن» (ریمیکس جوئل کوری)                                              | ۲۰۲۱ | مگان دی استالین                                        |
| «روانی» (ریمیکس جوئل کوری)                                            | ۲۰۲۱ | میزی پیترز                                             |
| «عادت‌های بد» (ریمیکس جوئل کوری)                                       | ۲۰۲۱ | اد شیرن                                                |
| «بیرون بیرون» (ریمیکس وی‌آی‌پی جوئل کوری)                               | ۲۰۲۱ | جوئل کوری و جکس جونز به‌همراه چارلی ایکس‌سی‌ایکس و سوئیتی |
| «حس خوب» (ریمیکس جوئل کوری)                                           | ۲۰۲۱ | نینا سیمون                                             |
| «آدم خوبا» (ریمیکس جوئل کوری)                                         | ۲۰۲۱ | چارلی ایکس‌سی‌ایکس                                       |
| «در ذهن من» (ریمیکس جوئل کوری)                                        | ۲۰۲۱ | آلوک و جان لجند                                        |
| «عشقم را فراموش نکن» (ریمیکس جوئل کوری)                               | ۲۰۲۲ | دیپلو و میگل                                           |
| «مرا برگردان» (ریمیکس جوئل کوری)                                      | ۲۰۲۲ | لوییس تامپسون به‌همراه دیوید گتا                        |
| «تابستان تمام شد» (ریمیکس جوئل کوری)                                  | ۲۰۲۲ | کی‌اس‌آی                                                 |
| «مرا نزدیک‌تر بدار» (ریمیکس جوئل کوری)                                 | ۲۰۲۲ | التون جان و بریتنی اسپیرز                              |
| «دی‌ان‌ای (دوستت دارم)» (ریمیکس جوئل کوری)                              | ۲۰۲۳ | بیلی گیلیس به‌همراه هانا بولین                          |
| «ریورساید ام‌اف»                                                       | ۲۰۲۴ | سیدنی سمسون و پاجان                                    |

## جوایز و نامزدی‌ها
جوئل کوری در طول فعالیت موسیقایی حرفه‌ای خود جوایز متعددی از جمله دو جایزه موسیقی ای‌پی‌آرای و سه جایزه موسیقی رقص الکترونیک را کسب کرده است. در کنار این افتخارات، او نامزد جوایز متعدد و مهم موسیقی از جمله، پنج نامزدی جایزه بریت، دو نامزدی جایزه گلوبال و پانزده نامزدی ئی‌دی‌ام‌ای شده است.
| سال  | سازمان                     | جایزه                             | اثر نامزد شده                                                             | نتیجه     | منبع          |
| ---- | -------------------------- | --------------------------------- | ------------------------------------------------------------------------- | --------- | ------------- |
| ۲۰۲۱ | جوایز بریت                 | ترانه سال                         | «سر و قلب» (به‌همراه ام‌ان‌ئی‌کی)                                             | نامزدشده  | [ ۸۷ ]        |
| ۲۰۲۱ | جوایز بریت                 | هنرمند تک‌نفره مرد بریتانیایی      | خودش                                                                      | نامزدشده  | [ ۸۷ ]        |
| ۲۰۲۱ | جوایز بریت                 | بهترین هنرمند جدید                | خودش                                                                      | نامزدشده  | [ ۸۷ ]        |
| ۲۰۲۱ | جوایز میوزیک ویک           | کمپین بازاریابی هنرمند            | خودش                                                                      | نامزدشده  | [ ۸۸ ]        |
| ۲۰۲۲ | جوایز بریت                 | ترانه بریتانیایی سال              | «تخت خواب» (به‌همراه ری و دیوید گتا)                                       | نامزدشده  | [ ۸۹ ]        |
| ۲۰۲۲ | جوایز بریت                 | بهترین اثر رقص                    | خودش                                                                      | نامزدشده  | [ ۸۹ ]        |
| ۲۰۲۲ | جوایز موسیقی ای‌پی‌آرای      | اثر رقص/الکترونیک با بیشترین اجرا | «سر و قلب» (به‌همراه ام‌ان‌ئی‌کی)                                             | برنده     | [ ۹۰ ] [ ۹۱ ] |
| ۲۰۲۲ | جوایز موسیقی ای‌پی‌آرای      | اثر استرالیایی با بیشترین اجرا    | «سر و قلب» (به‌همراه ام‌ان‌ئی‌کی)                                             | برنده     | [ ۹۰ ] [ ۹۱ ] |
| ۲۰۲۲ | جوایز موسیقی رقص الکترونیک | بهترین همکاری                     | «تخت خواب» (به‌همراه ری و دیوید گتا)                                       | نامزدشده  | [ ۹۲ ]        |
| ۲۰۲۲ | جوایز موسیقی رقص الکترونیک | ریمیکس سال                        | اد شیرن – «عادت‌های بد» (ریمیکس جوئل کوری)                                 | نامزدشده  | [ ۹۲ ]        |
| ۲۰۲۲ | جوایز موسیقی رقص الکترونیک | ریمیکس‌کنندهٔ سال                   | خودش                                                                      | نامزدشده  | [ ۹۲ ]        |
| ۲۰۲۲ | جوایز موسیقی رقص الکترونیک | بیشتر تمپوی پایین افزایش‌یافته     | مگان دی استالین – «بدن» (ریمیکس جوئل کوری)                                | نامزدشده  | [ ۹۲ ]        |
| ۲۰۲۳ | جوایز موسیقی رقص الکترونیک | ترانه رقص سال (رادیو)             | «تاریخ» (به‌همراه بکی هیل)                                                 | نامزدشده  | [ ۹۳ ]        |
| ۲۰۲۳ | جوایز موسیقی رقص الکترونیک | هنرمند سال (مرد)                  | خودش                                                                      | برنده     | [ ۹۳ ]        |
| ۲۰۲۳ | جوایز موسیقی رقص الکترونیک | هنرمند رادیوی رقص سال             | خودش                                                                      | نامزدشده  | [ ۹۳ ]        |
| ۲۰۲۳ | جوایز موسیقی رقص الکترونیک | تهیه‌کنندهٔ سال                     | خودش                                                                      | نامزدشده  | [ ۹۳ ]        |
| ۲۰۲۳ | جوایز موسیقی رقص الکترونیک | موزیک ویدئوی سال                  | «شیردل (بی‌باک)» (به‌همراه تام گرنان)                                       | نامزدشده  | [ ۹۳ ]        |
| ۲۰۲۳ | جوایز موسیقی رقص الکترونیک | مش‌آپ سال                          | «پارتی کنید» (ویراست «رژه» آنجلو د کید) [به‌همراه لندیس، دا هول و دی‌ام‌اکس) | برنده     | [ ۹۳ ]        |
| ۲۰۲۳ | جوایز موسیقی رقص الکترونیک | ریمیکس سال                        | التون جان و بریتنی اسپیرز - «مرا نزدیک‌تر بدار» (ریمیکس جوئل کوری)         | برنده     | [ ۹۳ ]        |
| ۲۰۲۳ | جوایز موسیقی رقص الکترونیک | ریمیکس‌کنندهٔ سال                   | خودش                                                                      | نامزدشده  | [ ۹۳ ]        |
| ۲۰۲۳ | جوایز موسیقی رقص الکترونیک | بیشتر تمپوی پایین افزایش‌یافته     | مگان ترینر - «مجبورت کردم نگاه کنی» (ریمیکس جوئل کوری)                    | نامزدشده  | [ ۹۳ ]        |
| ۲۰۲۳ | جوایز موسیقی رقص الکترونیک | بهترین استفاده از نمونه           | «بیرون بیرون» (به‌همراه جکس جونز و با حضور چارلی ایکس‌سی‌ایکس و سوئیتی)      | نامزدشده  | [ ۹۳ ]        |
| ۲۰۲۳ | جوایز گلوبال               | بهترین فعال بریتانیایی            | خودش                                                                      | نامزدشده  | [ ۹۴ ]        |
| ۲۰۲۴ | جوایز گلوبال               | بهترین مرد                        | خودش                                                                      | در انتظار | [ ۹۵ ]        |
| ۲۰۲۴ | جوایز موسیقی رقص الکترونیک | بهترین همکاری                     | «شماره ۰۸۰۰ بهشت» (به‌همراه نیتن دیو و الا هندرسون)                        | در انتظار | [ ۹۶ ]        |